# Cuenca del río San José
La cuenca del río San José de Azapa es el espacio natural comprendido por la cuenca hidrográfica del río San José de Azapa. Se subdivide en 2 subcuencas con 1 subsubcuenca cada una con un total de 3194 km².

Cuenca del río San José de Azapa, la número 013.

## Límites

Vista panorámica del valle de Azapa.

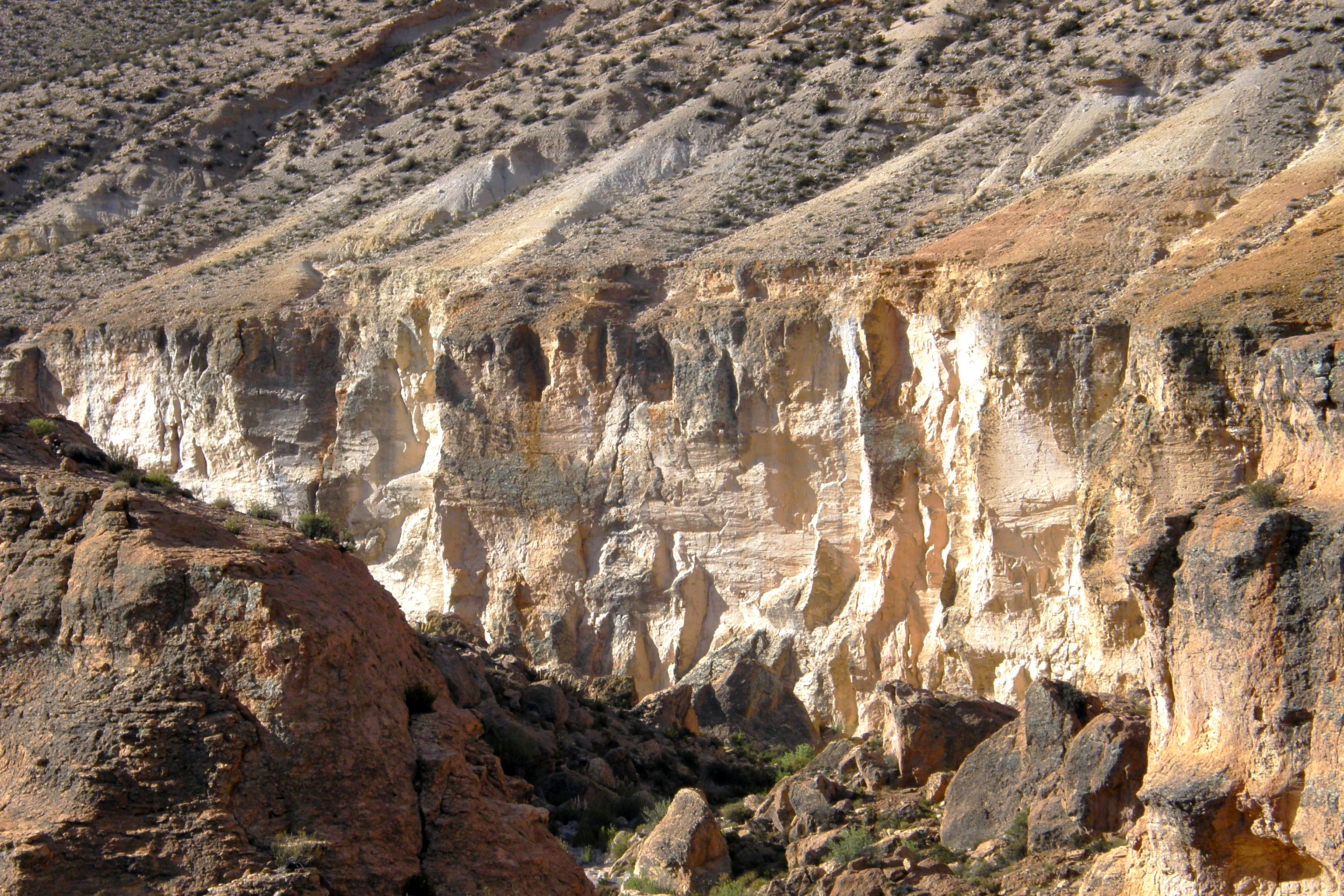
La quebrada por donde pasa el río Tignamar.

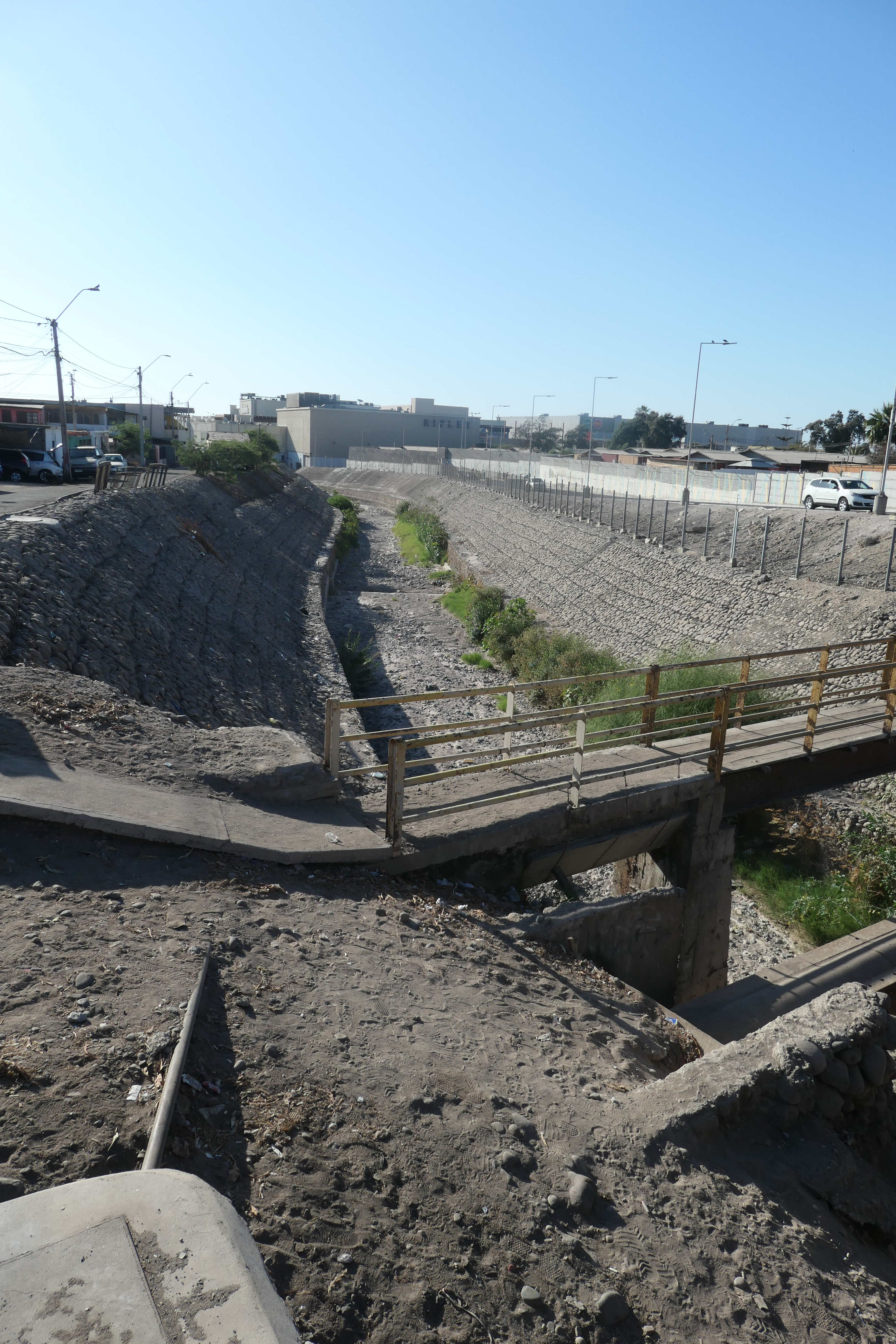
El río San José de Azapa pasa canalizado por la ciudad de Arica.

Limita al norte con la cuenca del río Lluta, al oriente la línea occidental de la cordillera de los Andes la separa de las cuencas altiplánicas de Chile, más precisamente con la cuenca del río Lauca. Al sur con la quebrada de Vitor y al oeste con cuencas costeras arreicas innominadas al sur de la ciudad de Arica.
Sus extremos alcanzan las coordenadas geográficas 18°18'S, 18°46′S, 69°16′W y 70°20'W.: 28 
Las cuencas Escritos, Concordia, Lluta, Azapa, Vítor, Camarones y Camiña son las 7 cuencas más septentrionales de Chile, todas ellas adyacentes, exorreicas y de carácter andino (reciben aguas de la cordillera de Los Andes) y llevan su caudal hasta el océano Pacífico, aunque algunas no siempre llegan cargadas al mar. Las dos primeras cuencas, Escritos y Concordia, limitan al este con los cabezales de la cuenca del río Lluta y el Lluta a su vez limita al oriente con la gran cuenca del Sistema endorreico Titicaca-Desaguadero-Poopó-Salar de Coipasa que habita el centro de América del Sur.
Al sur de estas siete cuencas chilenas continúa sobre la depresión intermedia la Pampa del Tamarugal que es una cuenca endorreica y sobre las planicies litorales solo hay cuencas costeras arreicas o con algunas aguadas. El límite oriental de estas cuencas es la cordillera occidental de Los Andes, con excepción del río Lluta que nace en el centro de la cordillera.

## Población y Regiones
La cuenca está ubicada dentro de los límites político-administrativos de la Región de Arica y Parinacota.
La única[cita requerida] localidad con carácter de ciudad en la cuenca es Arica con 139.948 habitantes en 1991. La comuna de Arica tiene 7.065 habitantes rurales.: 31 

## Límites y subdivisiones
La Dirección General de Aguas subdivide o reúne las cuencas de Chile acorde a las necesidades de estudio y gestión. Existen dos inventarios que han logrado ser aceptados como principales, el inventario de cuencas del Banco Nacional de Aguas (BNA) de 1978, de mayor uso, y el inventario de cuencas del Departamento de Administración de Recursos Hídricos (DARH) de 2014 de mejor cartografía que ha obligado a redefinir algunos límites, a veces con cambios mayores, pero también por algunas redefiniciones del concepto de subcuenca.
Bajo el BNA el código del ítem es 013 y con el DARH es 1504.
La subdivisión del BNA es como sigue:
| Sub- cuenca             | Subsub- cuenca | Aguas                                                          | Área drenaje km² | Observaciones |
| ----------------------- | -------------- | -------------------------------------------------------------- | ---------------- | ------------- |
| 013 Río San José (mapa) |                |                                                                |                  |               |
| 0130                    | 01300          | Río Seco (Azapa), Quebrada Chusmiza y Río Tignamar             | 907              |               |
| 0131                    | 01310          | Río San José de Azapa                                          | 2287             |               |
| Total:                  |                |                                                                |                  |               |
| 2                       | 2              | Región: XV (100%) / Tipo: Exorreica / Desemb.: Océano Pacífico | 3194             |               |

La disposición de cuencas en el inventario DARH es la siguiente:
| Código     | Nombre                                  | Código en mapa | Tipología de cuenca | Vertiente de cuenca | Origen de cuenca | Temperatura media anual (C°) | Temperatura máxima (C°) | Temperatura mínima (C°) | Precipitación anual (mm) | Número de estaciones fluviométricas | Número de estaciones pluviométricas | Área (km²)   |
| ---------- | --------------------------------------- | -------------- | ------------------- | ------------------- | ---------------- | ---------------------------- | ----------------------- | ----------------------- | ------------------------ | ----------------------------------- | ----------------------------------- | ------------ |
| 1504       | Río San José                            | Río San José   | Río San José        | Río San José        | Río San José     | Río San José                 | Río San José            | Río San José            | Río San José             | Río San José                        | Río San José                        | Río San José |
| 150400     | Río San José                            | 0              | Exorreica           | Pacífico            | Pluvial          | 15.1                         | 24.8                    | 5.0                     | 26.9                     | 5                                   | 4                                   | 738.2        |
| 150401     | Quebrada de Acha                        | 0              | Exorreica           | Pacífico            | Pluvial          | 14.2                         | 24.0                    | 4.0                     | 40.3                     | 0                                   | 1                                   | 1040.1       |
| 150402     | Quebrada de Llosyas                     | 0              | Exorreica           | Pacífico            | Pluvial          | 15.8                         | 25.5                    | 6.2                     | 7.6                      | 0                                   | 0                                   | 307.5        |
| 150403     | Quebradas sin nombre hacia Río San José | 0              | Exorreica           | Pacífico            | Pluvial          | 9.5                          | 20.4                    | -3.4                    | 141.3                    | 0                                   | 0                                   | 56.0         |
| 150404     | Río Seco                                | 0              | Exorreica           | Pacífico            | Pluvial          | 8.6                          | 19.6                    | -4.5                    | 173.9                    | 1                                   | 2                                   | 249.3        |
| 150405     | Quebrada Caillama                       | 0              | Exorreica           | Pacífico            | Pluvial          | 7.6                          | 18.6                    | -5.6                    | 180.3                    | 0                                   | 0                                   | 59.7         |
| 15040500   | Río Tignamar                            | 3              | Exorreica           | Pacífico            | Pluvial          | 6.9                          | 18.0                    | -6.5                    | 187.2                    | 2                                   | 2                                   | 500.0        |
| 1504050000 | Quebrada Lupita                         | 4              | Exorreica           | Pacífico            | Pluvial          | 7.6                          | 18.6                    | -5.7                    | 187.9                    | 0                                   | 1                                   | 145.5        |
| 1504050001 | Quebrada Pumane                         | 5              | Exorreica           | Pacífico            | Pluvial          | 5.3                          | 16.5                    | -8.3                    | 220.1                    | 0                                   | 0                                   | 74.3         |

## Hidrografía

Diagrama unifilar de la cuenca del río San José.

Red hidrográfica de la cuenca del río San José con sus glaciares y su área en kilómetros cuadrados. Los glaciares se ubican en la divisoria de aguas con las cuencas altiplánicas.

### Red hidrográfica
Los cuerpos de agua considerados aquí son:

### Caudal y régimen
El caudal del río San José es considerado permanente hasta el sector de Humagata, llegando ocasionalmente hasta la altura de Livilcar respaldado por las precipitaciones de origen altiplánico, que se generan en la parte alta de la cuenca, en las vertientes Tignamar, Chusmiza, río Seco, Belén, Lupica y Saxamar.: 98  Al curso natural desde el año 1962 se superpone el agua aportada por el canal Lauca, cuyo caudal medio (1960-1980) alcanza unos 800 l/s, el cual es captado por el canal Azapa. El caudal medio en el sector de captación varía entre 250 y 2.200 1/s, con un promedio del orden de 950 1/s; a nivel mensual los caudales promedio varían entre 640 y 2.000 1/s.: 95 

### Acuíferos
El inventario nacional de acuíferos de Chile consigna en la Región de Arica y Parinacota para la cuenca del río San José de Azapa un sector hidrogeológico de aprovechamiento común:
1. Azapa con 340,6 km².[6]: 25

### Glaciares
El inventario público de glaciares de Chile 2022 consigna 63 glaciares en los cabezales de la cuenca con un área cubierta de 3,86 km² y se estima que contienen un volumen de 0,03 km³ de agua.

### Plantas desaladoras
Para servir también a la zona de la cuenca, se ha proyectado la construcción de una planta desaladora de agua de mar en la zona de Arenillas Negras que abastecerá con por lo menos 200 l/s de agua potable.

## Clima

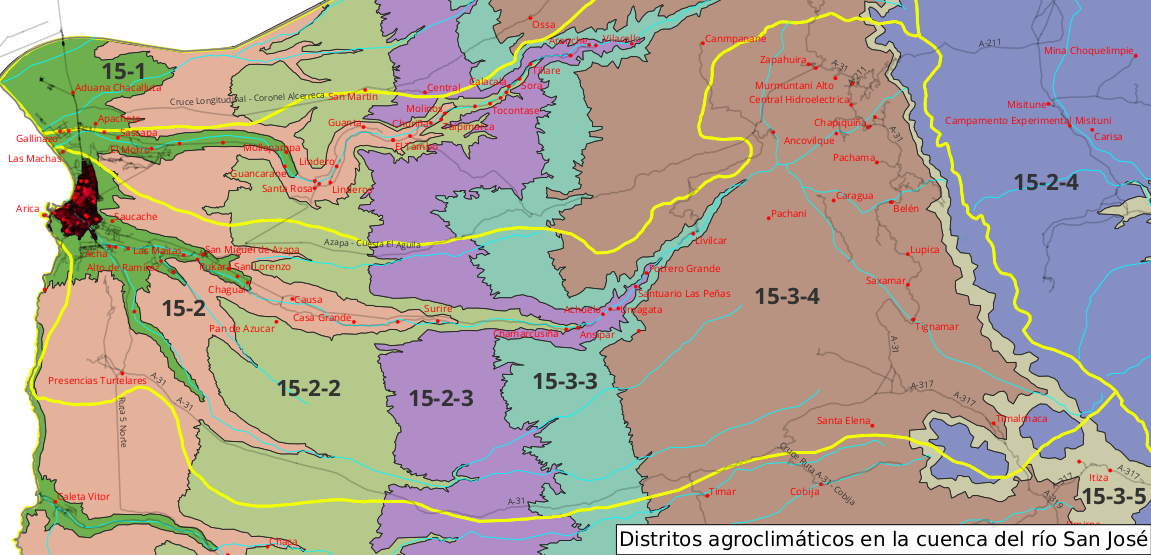
Distritos agroclimáticos en la cuenca. En amarillo, los límites entre hoyas, en gris entre regiones.

El Atlas agroclimático de Chile distingue 8 distritos agroclimáticos en la cuenca:
- 15-1  Desierto con influencia marina y régimen de humedad xérico (BWnXe). La temperatura oscila entre un máximo de enero de 27,4 °C y un mínimo de julio de 12,8 °C. En todo el año no tiene heladas. El período de temperaturas favorables a la actividad vegetativa dura 12 meses. Registra anualmente 2.823 días grado y 0 horas de frío acumuladas hasta el 31 de Julio. La precipitación media anual es de 1 mm y un período seco de 12 meses, con un déficit hídrico de 1.603 mm/año. El período húmedo dura 0 meses durante los cuales se produce un excedente hídrico de 0 mm.

- 15-2  Desierto con influencia marina y régimen de humedad xérico (BWnXe). La temperatura oscila entre un máximo de enero de 29,2 °C y un mínimo de julio de 12,1 °C. En todo el año no tiene heladas. El periodo de temperaturas favorables a la actividad vegetativa dura 12 meses Registra anualmente 3.132 días grado y 0 horas de frío acumuladas hasta el 31 de Julio. La precipitación media anual es de 1 mm y un periodo seco de 12 meses, con un déficit hídrico de 1.680 mm/año. El período húmedo dura 0 meses durante los cuales se produce un excedente hídrico de 0 mm.

- 15-2-2  Desierto con influencia marina y régimen de humedad xérico (BWnXe). La temperatura oscila entre un máximo de enero de 29,7 °C y un mínimo de julio de 6,8 °C. Tiene un promedio de 345 días consecutivos libres de heladas. En el año se registra un promedio de 1 helada. El período de temperaturas favorables a la actividad vegetativa dura 12 meses. Registra anualmente 2.875 días grado y 81 horas de frío acumuladas hasta el 31 de Julio. La precipitación media anual es de 0 mm y un período seco de 12 meses, con un déficit hídrico de 2.065 mm/año. El período húmedo dura 0 meses durante los cuales se produce un excedente hídrico de 0 mm.

- 15-2-3 Desierto con influencia marina y régimen de humedad xérico (BWnXe). La temperatura oscila entre un máximo de enero de 27,7 °C y un mínimo de julio de 6,4 °C. Tiene un promedio de 339 días consecutivos libres de heladas. En el año se registra un promedio de 2 heladas. El período de temperaturas favorables a la actividad vegetativa dura 12 meses. Registra anualmente 2.372 días grado y 125 horas de frío acumuladas hasta el 31 de Julio. La precipitación media anual es de 0 mm y un período seco de 12 meses, con un déficit hídrico de 1.945 mm/año. El período húmedo dura 0 meses durante los cuales se produce un excedente hídrico de 0 mm.

- 15-3-3  Desierto interior y régimen de humedad xérico (BWXe). La temperatura oscila entre un máximo de enero de 26,5 °C y un mínimo de julio de 3,4 °C. Tiene un promedio de 186 días consecutivos libres de heladas. En el año se registra un promedio de 25 heladas. El periodo de temperaturas favorables a la actividad vegetativa dura 12 meses. Registra anualmente 1.769 días grado y 588 horas de frío acumuladas hasta el 31 de Julio. La precipitación media anual es de 4 mm y un periodo seco de 12 meses, con un déficit hídrico de 2.155 mm/año. El período húmedo dura 0 meses durante los cuales se produce un excedente hídrico de 0 mm.

- 15-3-4  Desierto de altura y régimen de humedad xérico (BWHXe). La temperatura oscila entre un máximo de enero de 20 °C y un mínimo de julio de -0,1 °C. Tiene un promedio de 0 días consecutivos libres de heladas. En el año se registra un promedio de 157 heladas. El periodo de temperaturas favorables a la actividad vegetativa dura 5 meses. Registra anualmente 700 días grado y 1.311 horas de frío acumuladas hasta el 31 de Julio. La precipitación media anual es de 38 mm y un periodo seco de 12 meses, con un déficit hídrico de 2.058 mm/año. El período húmedo dura 0 meses durante los cuales se produce un excedente hídrico de 0 mm.

- 15-3-5  Estepa de altura fría con régimen de humedad xérico (BSkXe). La temperatura oscila entre un máximo de enero de 11,4 °C y un mínimo de julio de -7 °C. Tiene un promedio de 0 días consecutivos libres de heladas. En el año se registra un promedio de 360 heladas. El periodo de temperaturas favorables a la actividad vegetativa dura 0 meses. Registra anualmente 81 días grado y 1.889 horas de frío acumuladas hasta el 31 de Julio. La precipitación media anual es de 108 mm y un periodo seco de 12 meses, con un déficit hídrico de 1.559 mm/año. El período húmedo dura 0 meses durante los cuales se produce un excedente hídrico de 0 mm.

- 15-2-4  Estepa de altura fría con régimen de humedad árido (BSkAr). La temperatura oscila entre un máximo de enero de 7,7 °C y un mínimo de julio de -11,1 °C. Tiene un promedio de 0 días consecutivos libres de heladas. En el año se registra un promedio de 365 heladas. El período de temperaturas favorables a la actividad vegetativa dura 0 meses. Registra anualmente 14 días grado y 1.800 horas de frío acumuladas hasta el 31 de Julio. La precipitación media anual es de 211 mm y un período seco de 10 meses, con un déficit hídrico de 1.189 mm/año. El período húmedo dura 0 meses durante los cuales se produce un excedente hídrico de 0 mm.

|  |  |

Los diagramas Walter Lieth muestran con un área azul los periodos en que las precipitaciones sobrepasan la cantidad de agua que el calor del sol evapora en el mismo lapso de tiempo, (un promedio de 10 °C mensuales evaporan 20 mm de agua caída) dejando un clima húmedo. Por el contrario, las zonas amarillas indican que durante ese tiempo el agua caída puede ser evaporada por el calor del sol. En Arica es apenas notorio, pero más hacia la cordillera se nota claramente el efecto del invierno boliviano.

## Actividades económicas

### Agricultura
- Valle de Azapa

## Áreas bajo protección oficial y conservación de la biodiversidad
La página web "sistema de información y monitoreo de biodiversidad" del Ministerio del Medio Ambiente de Chile señala 5 espacios protegidos en la cuenca o que tangencialmente le incumben:
- Monumento natural Quebrada de Cardones
- Parque nacional Lauca
- Reserva Marina La Puntilla Playa Chinchorro
- Reserva nacional Las Vicuñas
- Santuario de la Naturaleza Humedal de la desembocadura del río Lluta